# Pulsatilla pratensis
La pulsatila negruzca (Pulsatilla pratensis) es una planta herbácea de la familia de las ranunculáceas.

## Taxonomía
La especie fue descrita originalmente como Anemone pratensis por Carlos Linneo y publicado en Species Plantarum 1: 539, en 1753, actualmente es tanto un sinónimo como el basónimo de esta; y ulteriormente sería transferida al género Pulsatilla por Philip Miller en The Gardeners Dictionary: . . . eighth edition no. 1, en 1768.

#### Etimología
Ver: Pulsatilla
pratensis: epíteto latino que significa "de los prados".

#### Subespecies
- Pulsatilla pratensis nothosubsp. zichyi (Schur) Zämelis y Paegle, 1927
- Pulsatilla pratensis subsp. hungarica (Soó) Soó, 1932
- Pulsatilla pratensis subsp. pratensis
- Pulsatilla pratensis subsp. ucrainica (Ugr.) Grey-Wilson, 2014[1]